# Rifugio Chalet de l’Épée
Das Rifugio Chalet de l’Épée (ital.) oder Refuge Chalet de l’Épée (frz.) ist eine Schutzhütte im Aostatal in den Grajischen Alpen. Sie liegt in einer Höhe von 2370 m innerhalb der Gemeinde Valgrisenche auf dem Gelände namens Épée des Plontains. Die Hütte wird von Anfang April bis Ende Mai sowie von Mitte Juni bis Mitte September privat bewirtschaftet und bietet in dieser Zeit 77 Bergsteigern Schlafplätze.
Die Schutzhütte liegt am Höhenweg Nr. 2 des Aostatals.

## Anstieg
Der Anstieg zur Hütte beginnt in Surier (oder Usselières), einem auf 1785 m gelegenen Ortsteil von Valgrisenche. Surier liegt am Ende des Beauregard-Stausees.
Von dort führt der Weg zunächst über einen unbefestigten Fahrweg südlich den Hang hinauf. Nach wenigen Metern zweigt der Weg zur Schutzhütte nach links ab. Der Weg zur Bezzi Hütte folgt hingegen weiter dem Lauf der Dora di Valgrisenche (frz. Doire de Valgrisenche).
Für den keinerlei technische Schwierigkeiten aufweisenden Anstieg von Surier sind 2 Stunden zu veranschlagen.

## Geschichte
Die Schutzhütte wurde im Jahr 1986 an der Stelle einer alten Alm errichtet. Im Jahr 1996 wurde das Gebäude Opfer ergiebiger Regenfälle und wurde im Sommer 2000 wiedereröffnet.

## Tourenmöglichkeiten
Von der Schutzhütte lassen sich binnen 2 – 3 Stunden der Cussunaz-Pass (2885 m), Bec des quatre dents (2640 m), der Giasson-Pass (3154 m) und der Félumaz-Pass (3001 m) erreichen.

### Übergänge
- Übergang zum Rhêmes-Tal über den Col Fenêtre (2840 m)
- Übergang zur Bezzi-Schutzhütte (2284 m)
- Übergang zur Ravelli-Biwakschachtel (2860 m)

### Gipfeltouren
Folgende Gipfel können von der Hütte erreicht werden:
- Grande Rousse – 3607 m
- Pointe de Rabuigne – 3261 m
- Mont Forchat – 3244 m
- Becca Tey – 3186 m
- Cime Bouc – 3107 m